# Säckestads församling
Säckestads församling var en församling  i Skara stift i nuvarande Töreboda kommun. Församlingen uppgick omkring 1545 i Trästena församling.

## Administrativ historik
Församlingen har medeltida ursprung och uppgick omkring 1545 i Trästena församling, efter att före dess liksom denna ha ingått i Fägre pastorat.